# 勒埃佐
勒埃佐（法語：Le Hézo，法語發音：[lə ezo]）是法国莫尔比昂省的一个市镇，位于该省南部偏东，属于瓦讷区。

## 地理
勒埃佐（47°35'7"N, 2°42'13"W）面积4.89 平方千米，位于法国布列塔尼大區莫尔比昂省，该省份为法国西北部沿海省份，位于布列塔尼半岛南部，北起阿摩尔滨海省、西接菲尼斯泰尔省，南濒大西洋，东南接大西洋卢瓦尔省，东临伊勒-维莱讷省。
与勒埃佐接壤的市镇（或旧市镇、城区）包括：叙聚尔、圣阿梅尔、泰克斯-努瓦亚洛。

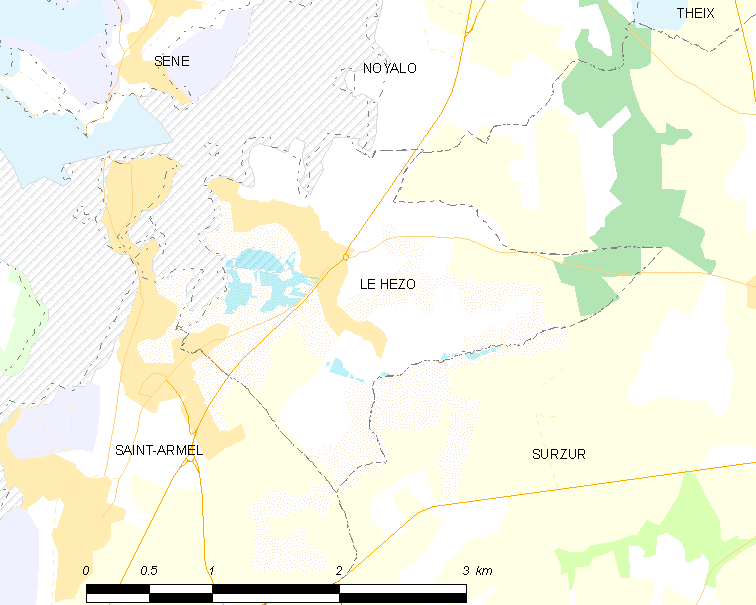
勒埃佐的OSM定位图

勒埃佐的时区为UTC+01:00、UTC+02:00（夏令时）。

## 行政
勒埃佐的邮政编码为56450，INSEE市镇编码为56084。

## 政治
勒埃佐所属的省级选区为塞内县。

## 人口

1962-2008年间勒埃佐人口变化图示

勒埃佐于2022年1月1日时的人口数量为898人。